# The Shadow Strays
The Shadow Strays è un film del 2024 scritto e diretto da Timo Tjahjanto.

## Trama
Dopo essere stata sospesa dall'Ombra, la società segreta per cui lavora, a causa di una missione finita male in Giappone, 13, assassina professionista diciassettenne, incontra Monji, un ragazzino di undici anni che ha perso sua madre a causa di un'organizzazione criminale. Quando Monji viene rapito, 13 andrà contro tutti, anche contro il suo mentore, pur di salvarlo.

## Distribuzione
Il film è stato distribuito sulla piattaforma Netflix a partire dal 17 ottobre 2024.